# پیتر بلر (کشتی‌گیر)
پیتر بلر (انگلیسی: Peter Blair; ۱۴ فوریهٔ ۱۹۳۲ – ۲۹ ژوئن ۱۹۹۴) کشتی‌گیر اهل ایالات متحده آمریکا بود.